# Thomas North
Sir Thomas North (* 28. Mai 1535 in London; † um 1603) war ein englischer Offizier und Übersetzer.

## Leben
North war der jüngere Sohn des Politikers Edward North, 1. Baron North (um 1496–1564), aus dessen erster Ehe mit Alice Squire. Er studierte vermutlich am Peterhouse College der Universität Cambridge. 1556 begann er eine juristische Ausbildung an Lincoln’s Inn, wurde dort jedoch nie als Barrister zugelassen. 1573/74 begleitete er seinen Bruder Roger North, 2. Baron North, der als Botschafter an den dortigen Königshof entsandt wurde, nach Frankreich. Von 1580 bis 1582 diente North als Captain einer Kompanie Fußsoldaten bei der Niederschlagung der Desmond-Rebellion in Irland. 1587 diente er in den Niederlanden und während der Schlacht gegen die Spanische Armada (1588) als Garnison der Isle of Ely. 1591 wurde er von Königin Elisabeth I. als Knight Bachelor geadelt. 1591 nahm er an der Belagerung von Rouen teil und ab 1596 an der Niederschlagung von Tyrone’s Rebellion in Irland. 1592 erhielt er das Amt eines Friedensrichters für Cambridgeshire. Er starb vermutlich 1603 oder wenig später.
North war zweimal jeweils mit einer Witwe verheiratet; zunächst mit Elizabeth Rich (geborene Colville) und anschließend mit Judith Bridgwater (geborene Vesey). Aus erster Ehe hatte er zwei Kinder, Edward und Elizabeth. Die zweite Ehe blieb kinderlos.
„The Diall of Princes“ (1557) ist die Übersetzung eines Werks des spanischen Autors Antonio de Guevara. Später übersetzte er die „Moral Philosophy“ des Italieners Anton Francesco Doni (1570) und ein Buch mit morgenländischen Fabeln „Kalilah und Dimnah“. 1579 erschienen in seiner Übersetzung die „Lives of the Noble Grecians and Romans“ von Plutarch nach der französischen Fassung von Jacques Amyot. Das Buch lieferte William Shakespeare später Material für seine klassischen historischen Dramen und beeinflusste deren größere Erzählstrukturen.